# 籃狀細胞
籃狀細胞是一種抑制性的γ-氨基丁酸中間神經元，見於腦部許多區域：如小腦的分子層、海馬迴以及大腦皮質。小腦的籃狀細胞與柏金氏細胞的本體形成突觸間隙， 軸突為多極性，呈星狀，而樹突呈複雜的散狀分支。海馬迴的籃狀細胞軸突則與錐體細胞 的細胞本體及鄰近的樹突相接。
大腦皮質與海馬迴的籃狀細胞皆存在parvalbumin ，屬快速反應型。
大腦皮質的籃狀細胞軸突分支不廣，在細胞周圍交錯呈現籃子狀構造。大腦皮質的籃狀細胞主要有三種，小型、大型、及巢型。小型者之軸突只涵蓋（包住）了自己的細胞本體及其樹突範圍，大型籃狀細胞則可擴大涵蓋到其它皮質單位的細胞本體，巢狀者則介於中間，軸突雖可接觸到其他細胞本體，但範圍主要限於同一皮質層。